# Лоу, Дэвид (пловец)
Дэвид Лоу (англ. David Lowe; род. 28 февраля 1960, Булавайо, Южная Родезия) — британский пловец, серебряный призёр Игр Содружества, бронзовый призёр летних Олимпийских игр 1980 года в Москве, участник двух Олимпиад.

## Карьера
На Олимпиаде в Москве Лоу выступал в плавании на 100 метров баттерфляем и комбинированной эстафете 4×100 метров. В первом виде Лоу не смог пробиться в финал соревнований. В комбинированной эстафете сборная Великобритании (Гэри Абрахам, Дэвид Лоу, Мартин Смит, Данкан Гудхью) стала бронзовым призёром (3:47,71 с), уступив сборным Австралии (3:45,70 с) и СССР (3:45,92 с).
На следующей Олимпиаде в Лос-Анджелесе Лоу представлял свою страну в плавании на 100 метров, и эстафетах 4×100 метров вольным стилем и комбинированной 4×100 метров. В первой дисциплине Лоу занял 11-е место. В первой эстафете сборная Великобритании заняла 5-е место, а во второй — 6-е.